# Avi Ran
Avi Ran (Haifa, 25 de agosto de 1963 - Tiberíades, 11 de julho de 1987) foi um futebolista israelense que jogava como goleiro. Atuou em toda sua carreira no Maccabi Haifa, onde é considerado o maior goleiro da história do clube. Destacou-se na temporada 1985-86, onde sofreu apenas 18 gols no Campeonato - o menor número de gols que o Maccabi Haifa levou em 102 anos.
Pela Seleção Israelense, disputou 9 partidas entre 1986 e 1987. Considerado um dos maiores jogadores de futebol em Israel, ele tinha um futuro promissor (chegou inclusive a ser especulado no Liverpool e também por outros clubes europeus), interrompida por um fatal acidente.

## Acidente fatal
Em 11 de julho de 1987, Ran comemorava o título da temporada 1986-87 com seus companheiros de equipe, às margens do Mar da Galileia, na cidade de Tiberíades, quando um barco de corridas atingiu o goleiro, que morreu na hora. Cerca de 14 mil pessoas compareceram ao funeral, realizado no Kiryat Eliezer Stadium.

## Títulos
- Campeonato Israelense de Futebol: 2 (1983–84 e 1984–85)
- Supercopa de Israel: 1 (1985)

### Prêmios individuais
- Futebolista do ano em Israel: 1986

## Links
- Perfil e biografia de Avi Ran - site oficial do Maccabi Haifa (em hebraico)